# Удостоверение гражданина, подлежащего призыву на военную службу

Обложка удостоверения гражданина, подлежащего призыву на военную службу

Удостоверение гражданина, подлежащего призыву на военную службу (разг. приписное удостоверение) — документ, выдаваемый гражданам Российской Федерации при прохождении комиссии по постановке граждан на воинский учёт (для мужчин — с 1 января по 31 марта года, в котором им исполняется 17 лет; для женщин — после получения военно-учётной специальности). При призыве гражданина на военную службу или зачислении в запас данное удостоверение изымается и выдаётся военный билет. При предоставлении отсрочки от призыва в удостоверение вносится соответствующая запись.
Также с 9 декабря 2018 года возможна выдача персональной электронной карты. Выдача электронной карты призывника была начата с 2014 года. С 2023 года для ведения электронных личных дел и внесения данных о состоянии здоровья призывников в удостоверение или ПЭК планируется использовать данные из ЕГИСЗ.